# Friedrich Anton von Hohenzollern-Hechingen
Graf (seit 1806 Fürst) Friedrich Anton von Hohenzollern-Hechingen (* 24. Februar 1726 in Freiburg im Breisgau; † 28. Februar 1812 in Brünn) war ein General in kaiserlichen (österreichischen) Diensten.

## Familie
Friedrich Anton war der Sohn des Grafen Hermann Friedrich von Hohenzollern-Hechingen (1665–1733) und Gräfin Josepha zu Oettingen-Spielberg (1694–1778).
Friedrich Anton von Hohenzollern-Hechingen war seit 17. Mai 1774 verheiratet mit Ernestine-Josepha Gräfin von Sobeck-Kornitz (21. Januar 1753 in Budischkowitz bis 5. Oktober 1825 in Wien). Seine Gattin war die Tochter des Präsidenten des kaiserlichen Gerichtshofes in Österreichisch-Schlesien, Felix Erdmann Graf Sobeck von Kornitz († 1768). Aus der Ehe gingen die Kinder hervor:
- Franz Joseph († 1775)
- Joseph (1776–1836), Fürstbischof des Erzbistums Ermland 1808–1836
- Hermann (1777–1827), preußischer Generalmajor ⚭ 1805 Freiin Karoline von Weiher aus dem Hause Groß Boschpol (1779–1860)
- Anton (1778–1780)
- Friedrich († 1779)
- Johann Karl II. (1782–1829)

## Leben
Er ging 1744 in kaiserliche Kriegsdienste und kam als Fähnrich in das Infanterieregimente Grünne. Er wechselte dann aber in das Kavallerie-Regiment Lobkowitz und wurde von dort als Rittmeister in das 6. Husarenregiment (Graf Palffy) versetzt. Er wurde 1757 wurde zweiter Major, 1758 Oberstleutnant und 1763 zweiter Oberst im Regiment. Er zeichnete sich 1760 bei der Belagerung und dem Sturm auf Glatz sowie Schlacht bei Liegnitz (1760) aus, wo er verwundet wurde.
Im Rang des Oberst war Friedrich Anton von 1764 bis 1773 Regimentskommandeur des „Cavallerieregiments Nr. 38“. Als Generalmajor war Friedrich Anton Reichsgraf von Hohenzollern-Hechingen von 1775 bis 1780 Stellvertreter von Erzherzog Maximilian und von 1780 bis 1798 Regimentsinhaber des „Cavallerieregiments Nr. 4“ („Florentinische Reiter“), dem ältesten regulären kaiserlich-königlichen Reiterregiments. Später war er Regimentsinhaber des „Cürassierregiments Nr. 8“ mit je 975 Mann und 1031 Pferden zu je 6 Eskadronen.
Als im Jahr 1806 das Fürstentum Hohenzollern dem Rheinbund beitrat, erhielten er und alle nachgeborenen Familienmitglieder den Fürstentitel, der bis dahin nur dem regierenden Chef des Hauses gebührte. Später wurden die Titel der Nachgeborenen umgewandelt in Prinz bzw. Prinzessin mit, soweit sie den Hausgesetzen entsprachen, dem Prädikat „Durchlaucht“.